# خانم صاحبخانه هم روابط عاشقانه دارد
خانم صاحبخانه هم روابط عاشقانه دارد (آلمانی: Frau Wirtin hat auch einen Grafen) یک کمدی سکسی فیلم ماجراجویی به کارگردانی فرانتس آنتل است که در سال ۱۹۶۸ منتشر شد.

## بازیگران
- جفری هانتر
- هارالد لایپنیتز
- پاسکال پتی
- تری توردایی
- ژاک ارلن
- گوستاو کنوت
- فمی بنوسی
- دانیلا جیوردانو
- ادویژ فنش
- ژودیت دورنیس
- رالف وولتر
- هاینریش شوایگر
- لاسلو بانهیدی
- رزماری لینت